# ریکورد کالکتر
ریکورد کالکتر (انگلیسی: Record Collector) یک مجله موسیقی ماهانه بریتانیایی است. توزیع مجله در داخل بریتانیا و در سراسر جهان انجام می‌شود. مجله از سال ۱۹۷۹ آغاز شد.